# Janusz Wyszogrodzki

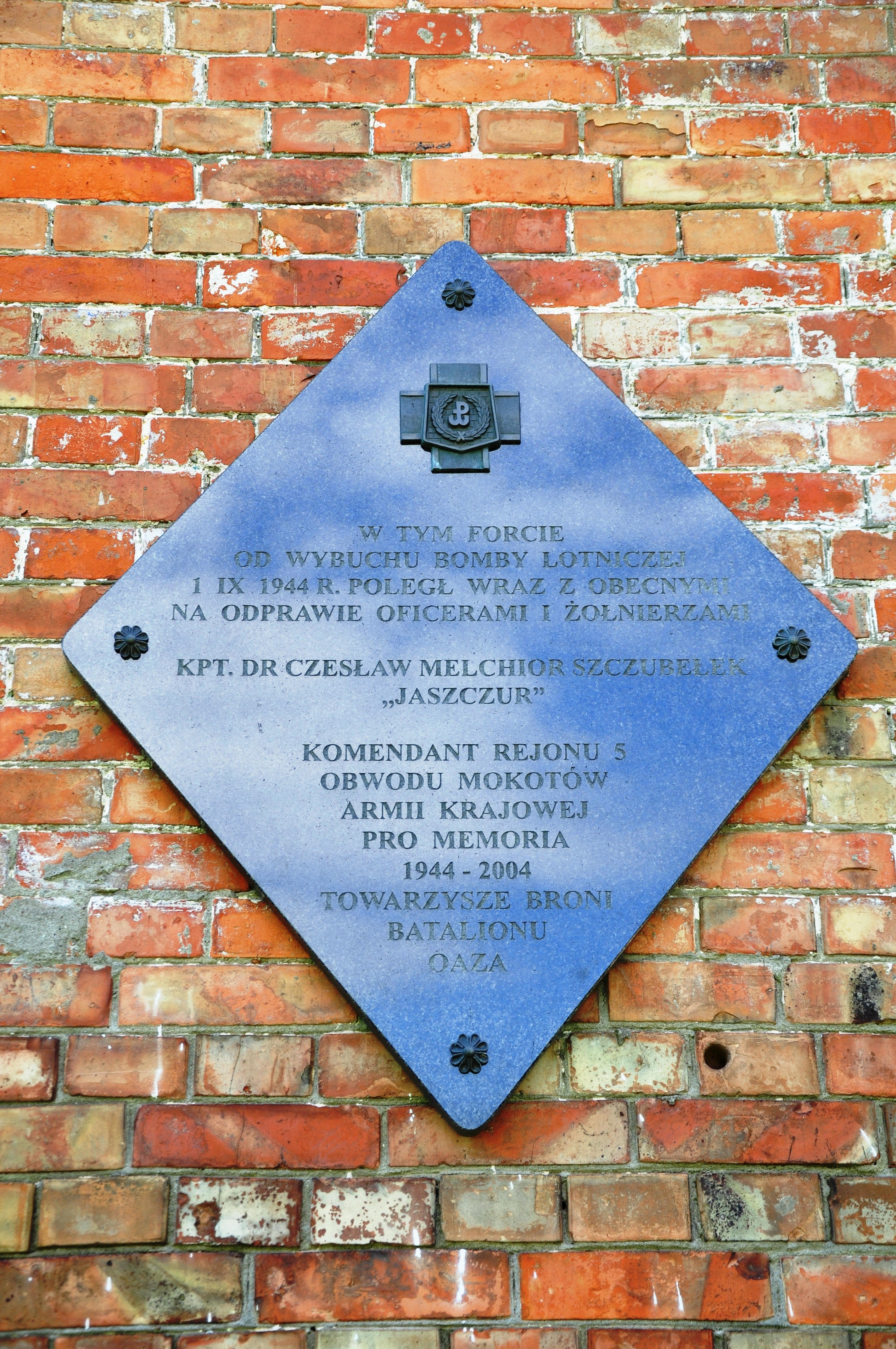
Tablica pamiątkowa poświęcona Czesławowi Szczubełkowi w Forcie Czerniakowskim ufundowana przez żołnierzy Batalionu „Oaza”. Po śmierci Szczubełka dowódcą rejonu został dowódca Batalionu „Oaza” Janusz Jacek Wyszogrodzki „Janusz”

Janusz Jacek Wyszogrodzki pseud. Janusz (ur. 11 września 1913 w Warszawie zm. 25 maja 2009 w Melbourne) – podporucznik służby stałej Wojska Polskiego, uczestnik kampanii wrześniowej, kapitan AK, uczestnik powstania warszawskiego, dowódca batalionu „Oaza”, a w ostatnich dniach września 1944 roku dowódca 30 pułku piechoty AK „Waligóra”. Pułkownik w stanie spoczynku.

## Życiorys

### Przed II wojną światową
Janusz Jacek Wyszogrodzki uczył się w gimnazjach w Nakle, Bydgoszczy i Warszawie. Po maturze kontynuował naukę na Wydziale Humanistycznym Uniwersytetu im. Józefa Piłsudskiego w Warszawie. Nie ukończył studiów, natomiast ukończył Szkołę Podchorążych Piechoty przy 28 Dywizji Piechoty w Dęblinie. W 1938 roku ukończył kurs dowódców kompanii w Centrum Wyszkolenia Saperów w Warszawie. W latach 1936–1939 był kontraktowym oficerem w 12 batalionie Junackich Hufców Pracy.

### II wojna światowa
We wrześniu 1939 roku pracował ze swoim batalionem przy fortyfikacjach Twierdzy Osowiec. Z oddziałem ruszył do Grodna, jednak po zajęciu miasta przez Armię Czerwoną rozwiązał oddział i wydostał się z miasta, docierając później do Warszawy.
Od października 1939 roku był oficerem Związku Czynu Zbrojnego. Zorganizował oddział, który stał się zalążkiem późniejszej 1 kompanii Mokotów. Oddział ten w 1940 roku liczył około 100 przeszkolonych żołnierzy. W latach 1942–1943 był zastępcą dowódcy 4 Rejonu V Obwodu (Mokotów) Warszawskiego Okręgu Armii Krajowej, kpt. Zygmunta Karola Peitlera „Zygmunta”. Od 1943 roku pełnił funkcję oficera broni i zrzutów, był również odpowiedzialny za organizację i magazynowanie broni V Obwodu, za wydawanie broni oddziałom, uzupełniania jej zasobów i dokonywanie zakupów. W lipcu 1944 roku otrzymał przydział do V Obwodu (Mokotów) Warszawskiego Okręgu Armii Krajowej.
W powstaniu warszawskim był w sztabie 5 Rejonu „Oaza”, następnie w batalionie „Oaza”, z którym 2 sierpnia ewakuował się do Lasu Kabackiego, a później do Lasów Chojnowskich. Po powrocie na Sadybę, 23 sierpnia (według innych źródeł 26 sierpnia) został dowódcą odtworzonego batalionu „Oaza”. Po śmierci Czesława Szczubełka „Jaszczura” 1 września 1944 roku został również komendantem 5. Rejonu V Obwodu, po 15 września 1944 roku został dowódcą połączonych batalionów „Oaza-Ryś”; po zranieniu ppłk. Adama Remigiusza Grocholskiego „Waligóry” 25 sierpnia – objął dowodzenie 30 pułkiem piechoty AK „Waligóra”, który 4 dni wcześniej, 21 września wszedł w skład 10 Dywizji Piechoty AK im. Macieja Rataja. W czasie powstania był ranny.
27 września Mokotów skapitulował.
Po upadku powstania dostał się do obozów przejściowych w Pruszkowie i Skierniewicach, potem do Stalagu X B Sandbostel i Oflagu X C Lübeck, gdzie został wyzwolony przez oddziały brytyjskie 5 maja 1945 roku.

### Po wojnie
W latach 1945–1946 był dowódcą zgrupowania podchorążych w Nahe, a w latach 1947–1949 był komendantem 313 Grupy Transportu w składzie Brytyjskiej Armii Renu (BAOR – British Army of the Rhine). Został zdemobilizowany w sierpniu 1949 roku i wyjechał do Australii, gdzie początkowo trafił do obozu przejściowego Greta (Nowa Południowa Walia). W latach 1950–1952 pracował fizycznie w fabrykach wyrobów cementowych i metalowych w Melbourne, gdzie następnie zdobył kwalifikacje menedżera. Był aktywnym działaczem polonijnym i społecznym. Pełnił funkcje: sekretarza Związku Polaków, prezesa Związku Polaków, referenta budowy lub zakupu Domu Polskiego; był działaczem Klubu Seniora.

## Awanse
- plutonowy podchorąży
- podporucznik – 1938
- porucznik – przed 1 sierpnia 1944 roku
- kapitan – 26 sierpnia 1944 roku
- major –
- podpułkownik –
- pułkownik w stanie spoczynku – 2003[1].

## Odznaczenia
- Krzyż Srebrny Orderu Virtuti Militari
- Krzyż Walecznych
- Krzyż Armii Krajowej
- Złoty Krzyż Zasługi z Mieczami
- Warszawski Krzyż Powstańczy
- Krzyż Partyzancki
- Krzyż Kampanii Wrześniowej
- Medal Wojska
- Medal „Za udział w wojnie obronnej 1939”
- Medal za Warszawę 1939–1945[1]
- Odznaka za Rany i Kontuzje (1 rana).

## Życie rodzinne
Był synem Juliana i Marii z domu Lewickiej. W 1953 ożenił się z Hildegardą Studnik. Miał z nią dwoje dzieci: Krystynę i Jacka. Od 1990 roku odwiedzał Polskę z córką Krystyną.

## Upamiętnienie
W 1992 roku bydgoski oddział Związku Powstańców Warszawskich wyemitował medal upamiętniający kpt. Jacka Wyszogrodzkiego według założeń projektowych Zdzisława Abramka i projektu Stanisławy Wątróbskiej-Frindt. Mennica Polska wybiła 16 sztuk medalu, w tym 6 w srebrze. Awers medalu o średnicy 70 mm przedstawia sylwetkę Jacka Wyszogrodzkiego otoczoną napisem wersalikami: kpt. „Janusz” Jacek Wyszogrodzki • Dowódca Batalionu Armii Krajowej „Oaza”. Oba fragmenty tego tekstu rozdzielone są znakami Polski Walczącej. Na rewersie znajduje się podobizna Syreny z liczbą „17” na tarczy oraz emblemat Batalionu „Oaza” oraz napisy wersalikami: Plac Bernardyński • Las Kabacki • Wilanów • ul. Czerniakowska • Sadyba • Fort Czerniakowski • Sielce • Dolny Mokotów • Skarpa Mokotowska. Na otoku napis wersalikami: 1 VIII 1944 Powstanie Warszawskie 27 IX 1944 • Batalion AK „Oaza”. Oba fragmenty tego tekstu rozdzielone są znakami Polski Walczącej.